# Ясная Поляна (Иглинский район)
Ясная Поляна (баш. Ясная Поляна) — деревня в Иглинском районе Республики Башкортостан Российской Федерации. Входит в состав Калтымановского сельсовета.

## География

### Географическое положение
Расстояние до:
- районного центра (Иглино): 9 км,
- центра сельсовета (Калтыманово): 10 км,
- ближайшей ж/д станции (Иглино): 9 км.

## Население
| 2002 | 2009 | 2010 |
| ---- | ---- | ---- |
| 75   | ↘65  | →65  |

Национальный состав
Согласно переписи 2002 года, преобладающая национальность — белорусы (41 %).